# Глінка (Буський повіт)
Глінка (пол. Glinka) — село в Польщі, у гміні Гнойно Буського повіту Свентокшиського воєводства.
Населення — 167 осіб (2011).
У 1975-1998 роках село належало до Келецького воєводства.

## Демографія
Демографічна структура на день 31 березня 2011 року:
|          | Загалом | Допрацездатний вік | Працездатний вік | Постпрацездатний вік |
| -------- | ------- | ------------------ | ---------------- | -------------------- |
| Чоловіки | 88      | 17                 | 62               | 9                    |
| Жінки    | 79      | 16                 | 47               | 16                   |
| Разом    | 167     | 33                 | 109              | 25                   |